# Rafael Romero (actor)
Rafael Godofredo Romero Tovar (Caracas, 8 de abril de 1964) es un actor de televisión venezolana.

## Carrera
Rafael comenzó estudiando teatro en el Instituto para la Formación de Arte Dramático, y posteriormente pasó a la Compañía Nacional de Teatro. Simultáneamente comenzó a trabajar en televisión. Estudió varios años de diseño gráfico, pero después se dedicó por completo a la actuación.
Realizó telenovelas como “La revancha”, “Inés Duarte, secretaria”, “Niña bonita”, “La Inolvidable”, “Dulce ilusión”, “Kassandra”, “Por estas calles” y “Voltea pa' que te enamores”. También ha participado en varias producciones cinematográficas, entre las que destaca “Móvil pasional”.
Se ha destacado en el género de las telenovelas comenzó en la exitosa telenovela de Venevisión “Niña bonita” que le abrió camino para participar en numerosos dramáticos venezolanos. Entre sus últimos trabajo destaca su participación en la telenovela de Venevisión “Los secretos de Lucía”, donde interpretó a Farid Murillo.

## Vida privada
Es esposo de la primera actriz Carlota Sosa desde 1995. Es padre junto a ella de dos hijos.

## Filmografía

### Telenovelas
- 1988, Amor de Abril (Venevisión)
- 1988, Niña bonita (Venevisión)
- 1989, La revancha (Venevisión) - Alselmo Colmenares
- 1990, Caribe (RCTV) - Silvio Ambrosi
- 1990, Inés Duarte, secretaria (Venevisión)
- 1992, Por estas calles (RCTV) - Gonzalo Ruiz
- 1992, Kassandra (RCTV) - Glinka
- 1993, Dulce ilusión (RCTV) - Ciclista Jorge Rueda
- 1994, Alejandra (RCTV) - Chucho Martínez
- 1995, El desafío (RCTV) - Sergio Duarte
- 1996, La Inolvidable (RCTV) - Simón Leal
- 1997, Destino de mujer (Venevisión) - Rodolfo Anzola
- 1998, El país de las mujeres (Venevisión) - Javier
- 1999, Toda mujer (Venevisión)
- 1999, Mujercitas (Venevisión) - Tomás
- 2000, Hechizo de amor (Venevisión) - Hugo Ruiz
- 2001, Más que amor... Frenesí (Venevisión) - Abelardo Pimentel
- 2002, Lejana como el viento (Venevisión) - Ramiro Malavé
- 2003, Engañada (Venevisión) - Jesús Viloria
- 2004, Sabor a ti (Venevisión) - Cheo
- 2005, Se solicita príncipe azul (Venevisión) - Agustín Rivas
- 2006, Voltea pa' que te enamores (Venevisión) - Gonzalo Malavé
- 2007, Arroz con leche (Venevisión) - Lorenzo
- 2008, ¿Vieja yo? (Venevisión) - Ildemaro Blanco
- 2009, Tomasa Tequiero (Venevisión) - Agustín
- 2010, La mujer perfecta (Venevisión) - Comisario Pereira
- 2011, La viuda joven (Venevisión) - Tirso Damasco
- 2012, Natalia del mar (Venevisión) - Detective policial
- 2014, Los secretos de Lucía (Venevisión) - Farid Murillo
- 2016, Piel salvaje (RCTV) - Alberto Torrealba
- 2017, Para verte mejor (Venevisión) - Venancio Ruíz

### Series
- 2015, Escándalos (Televen) - César Cruz

### Cine
- 1993, Móvil pasional
- 2002, Plan B
- 2009, Venezzia